# Hyacinthe Auguste Charpeney
Pour les articles homonymes, voir Charpeney.
Hyacinthe Auguste Charpeney (12 mars 1826 au Grand-Serre, France -  23 mai 1882 à Montréal, Canada, Empire Britannique), prêtre religieux O.M.I (Communauté des Oblats Immaculés) français ayant exercé son ministère en France, et au Canada.

## Biographie
Hyacinthe Auguste Charpeney est le fils de Hyacinthe Charpeney (drapier) et de Virginie Sibert. Il entra au juniorat de Notre-Dame de Lumières (Maison de formation des Oblats) en 1840 et y demeura jusqu'en 1844. Il prit l'habit oblat le 14 août 1844 à Notre-Dame de l'Osier, commune de l'Isère en France. Il fut ordonné prêtre le 24 juin 1849 par Monseigneur Eugène de Mazenod.
La première obédience (mission) de Charpeney dura six ans comme prêtre au service du sanctuaire marial Notre Dame de Bon Secours animé par les Oblats, dans le diocèse de Viviers (1849-1859).  Au conseil général de la communauté des Oblat réuni le 20 novembre 1858, il fut décidé son envoi au Canada; son obédience en mission étrangère fut assignée le 14 décembre 1858. Il arriva au Canada au début de l'année 1859.

### Mission au Canada de 1859 à 1882
À son arrivée au Canada, Charpeney résida tout d'abord à Québec, de 1859 à 1860. L'historien canadien J.-B.-A. Allaire précise en 1910 que Charpeney fut assigné au Labrador de 1859 à 1860. À cette période, il fit quelques voyages sur la Côte-Nord qui était alors accessible seulement par voie maritime.  Monseigneur Joseph-Eugène-Bruno Guigues le réclama ensuite à Montréal où il exerça de 1860 à 1871 comme procureur de la résidence Saint-Pierre. En 1863, il devint économe local. Par la suite, il fut nommé supérieur de la résidence et curé de l'église attenante, puis assura la charge d'économe provincial (personne chargée des finances) de 1865 à 1871. Au cours de la période 1871 - 1877, Charpeney exerça comme prêtre desservant le couvent des Servantes de Jésus-Marie des Sœurs Grises (d'Ottawa), ainsi que comme supérieur des Oblats à Hull. Subséquemment, il retourna à Québec pour y séjourner de 1877 à 1880, puis à Montréal de 1880 à 1882.
En avril 1882 il tombe malade et succombe à sa maladie le 23 mai 1882. Ses funérailles solennelles furent célébrées en l'église Saint-Pierre-Apôtre de Montréal. Sa dépouille repose dans le cimetière oblat à Richelieu, MRC de Rouville, en Montérégie.

## Reconnaissance
Le canton de Charpeney, sur la Côte-Nord, au Québec, fut nommé Charpeney en reconnaissance du personnage.

## Archives
Les archives générales de la communauté des Oblats comportent plusieurs documents relatifs à la vie de Hyacinthe Auguste Charpeney: la formule d'oblation, environ 50 lettres adressées par Charpeney au père Pierre Aubert (1865-1879), ainsi que quelques lettres aux pères Honorat, Martinet, Sardou, Vandengerghe, à Mgr Allard et à Mgr Faraud.